# 雲龍 (空母)
雲龍（うんりゅう/うんりう）は、大日本帝国海軍の航空母艦。雲龍型航空母艦の1番艦。雲竜の表記も使用された。

## 概要
雲龍（うんりゅう）は、日本海軍がマル急計画に基づき横須賀海軍工廠で建造した航空母艦。1944年（昭和19年）8月に竣工。第一航空戦隊に所属したが、太平洋戦争末期に竣工したため空母機動部隊として実戦に参加する機会はなかった。10月中旬以降の捷一号作戦にともなうレイテ沖海戦の時も、内海西部で待機していた。
1944年（昭和19年）12月中旬、内地からフィリピン方面への軍需物資・第1挺進集団など陸軍兵員輸送および特攻機「桜花」輸送任務に従事する。護衛艦艇3隻（時雨、檜、樅）に護衛されて東シナ海を航行中の12月19日夕刻、アメリカ海軍潜水艦レッドフィッシュに雷撃され、沈没した。

## 特徴
艦名の候補として雲龍の他に、蛟龍があった。雲龍という艦名は海上自衛隊のそうりゅう型潜水艦の2番艦「うんりゅう」にも使用されている。
雲龍型航空母艦は工事を急ぐために新規設計や各種試験実験を行う余裕がなく、中型空母としては理想的だった飛龍の図面を基に建造されたが、実艦の不具合や運用経験を元に幾つかの変更点が盛り込まれた。これが雲龍型を飛龍改と呼ぶ理由となっている。変更点は以下の通り。
1. 飛龍で不評だった左舷中央部配置の艦橋を、蒼龍と同様に右舷前部へ配置変更[36]
2. 舵の形式を蒼龍と同じ吊下式二枚舵とする[35]
3. 緊急建造の為に中央部エレベータを廃止し2基とした[36]。ただし、各エレベーターは航空機の大型化に対応するために14メートル四方と拡大している。
4. 竣工時より対潜水艦迷彩を施す[36]

- ミッドウェー海戦の戦訓から、

1. 対空機銃の増設及び12cm28連装噴進砲（ロケット弾）装備（高角砲は同数）。
2. 以前は右舷側のみの罐の空気取り入れ口を左右両舷とした。
3. 艦内の塗料を不燃性に変更。

- マリアナ沖海戦の戦訓では、

1. ガソリンタンクの周囲の防水区画にコンクリートを注入して充填する

## 歴史

### 建造
1940年（昭和15年）7月、アメリカで両洋艦隊法が成立し、アイオワ級戦艦2隻、モンタナ級戦艦5隻、航空母艦18隻、アラスカ級大型巡洋艦6隻、巡洋艦27隻、駆逐艦115隻、潜水艦43隻の建造が決定する。このうちアメリカ海軍のエセックス級航空母艦三隻に対抗するため、翌年に日本海軍は「昭和十六年度戦時急造計画」（マル急計画）として建艦計画をたて、その中で中型空母一隻を緊急建造することとした。これが第302号艦（雲龍）である。第四次海軍軍備充実計画(④計画)で建造予定の空母は1隻（大鳳）のみであり、それも竣工まで時間がかかると予想された為の措置である。
昭和16年時点で、11隻の建造が決定していた（最終的に32隻の建造が計画された）エセックス級への対抗とミッドウェイ海戦における空母喪失を補うため、昭和十七年度軍備充実計画を改訂し、昭和十七年度戦時艦船建造補充計画として改大鳳級5隻、先の中型空母15隻の追加建造を決定した。
空母雲龍は横須賀海軍工廠で、仮称第302号艦として1942年（昭和17年）8月1日に起工。
1943年（昭和18年）7月31日、正式に軍艦（ぐんかん）雲龍（うんりう/うんりゅう）と命名される。
9月25日、昭和天皇の名代として伏見宮博恭王元帥臨席のもと、進水。同日附で佐世保鎮守府所属。
1944年（昭和19年）4月15日、日本海軍は小西要人大佐（3月26日まで軽巡阿武隈艦長）を雲龍艤装員長に任命する。
小西大佐は、太平洋戦争において第7駆逐隊（潮、漣、曙）司令、続いて第9駆逐隊（朝雲、白雲、薄雲）司令、阿武隈艦長などを歴任。高い操艦能力を持っていた。阿武隈艦長時代、小西大佐は阿武隈主計長に「陛下から預かった艦が沈む時は、海の底までついて行く。それが海軍兵学校出身者の使命だ」と語っている。またマリアナ沖海戦で沈没した空母大鳳生存者も、一部は本艦に配属された。

### 第三艦隊
1944年8月6日、雲龍は竣工。小西大佐（雲龍艤装員長）は制式に雲龍艦長となる。同日附で、本艦は第一航空戦隊に編入される。起工から竣工まで約2年であり、飛龍型航空母艦の3年に比べて1年短縮されている。しかし日本海軍航空隊はろ号作戦、ブーゲンビル島沖航空戦、トラック島空襲、パラオ大空襲、マリアナ沖海戦等の相次ぐ敗北ですでに壊滅状態であったため、雲龍型2隻（雲龍、天城）で第一航空戦隊を編成したものの、空母機動部隊として運用されることはなかった。
1944年（昭和19年）8月上旬、アメリカ軍機動部隊は硫黄島や小笠原諸島に空襲を実施した。これに対処するため、連合艦隊は雲龍を基幹とする「急襲部隊」（指揮官小西要人雲龍艦長）を編制した。空母雲龍、軽巡洋艦五十鈴、第41駆逐隊の秋月型駆逐艦2隻（霜月、冬月）という戦力である。
急襲部隊は7月10日に新編された第三航空艦隊（長官吉良俊一中将）の指揮下に入り、雲龍は東京湾に進出。訓練に従事した。この時、本艦で新型艦上攻撃機流星（横須賀海軍航空隊所属）のロケット発艦実験を実施している。これが、「雲龍」から飛行機が発艦した唯一の機会であったという。
雲龍が出動する事態は生起せず、9月下旬には第三艦隊への復帰命令が出された。
1944年9月26日、横須賀を出発、瀬戸内海に回航された。9月27日、3隻（雲龍、霜月、冬月）は呉に到着。第一機動艦隊司令長官小沢治三郎中将も雲龍に乗艦している。
10月1日、雲龍型3番艦葛城が竣工、同日附で第一航空戦隊が再編された。
10月15日、第一航空戦隊は雲龍型3隻（雲龍、天城、葛城）で編成。だが搭載航空隊のない第四航空戦隊の空母2隻（隼鷹、龍鳳）と同じく出撃の機会はなかった。また、このころ単装機銃を増設したという。
アメリカ軍がフィリピンに襲来してフィリピンの戦いがはじまり、10月下旬のレイテ沖海戦で日本海軍は壊滅した。第三艦隊（小沢機動部隊）においては、10月25日のエンガノ岬沖航空戦で空母4隻（瑞鶴、瑞鳳、千歳、千代田）他を喪失。雲龍所属の第601海軍航空隊も第三航空戦隊（瑞鶴）の艦載機や陸上基地に転用され、アメリカ軍との航空戦で戦力を喪失した。
小沢中将（第一機動艦隊長官）は日本に帰還したのち雲龍、続いて龍鳳に将旗を掲げたが、11月15日附で第一機動艦隊および第三艦隊は解隊。第一航空戦隊は聯合艦隊附属になる。同時に空母2隻（龍鳳、隼鷹）が四航戦から第一航空戦隊に編入される。一航戦は空母5隻（龍鳳、隼鷹、天城、雲龍、葛城）となった。

### 連合艦隊附属
1944年11月20日、連合艦隊は戦爆2（特攻）・甲戦2（直掩）・艦爆1（偵察誘導）を一隊とする特攻隊を、六隊準備するように命じた。この特攻隊は空母から発進する部隊であった。第一航空戦隊はこの特攻隊を「神武特別攻撃隊」と呼称し、青野計弍大尉を指揮官に任命した。母艦は龍鳳で12月10日に出撃準備完成を予定していたが、登載母艦が雲龍に変更された（12月12日出撃準備完成予定）。
12月8日、古村啓蔵少将（第一航空戦隊司令官）はレイテ戦局をにらんで神武部隊に偵察隊（彗星、天山など21機）と制空隊（零戦60機）を加え、第一航空戦隊の空母2隻（天城、雲龍）と月型4隻（昭和19年12月上旬当時、健在の月型は涼月と冬月の2隻。花月は12月下旬竣工、宵月は1月下旬竣工）で1月中旬以降に出撃、フィリピン方面で行動するを計画を立案し、意見具申した。しかし、12月12日、連合艦隊（司令長官豊田副武大将、参謀長草鹿龍之介中将、参謀神重徳大佐など）は神武部隊のフィリピン進出と、第一連合基地航空部隊指揮下での作戦を命じており、連合艦隊は神武部隊の空母からの作戦を、すでに断念していたという意見もある。神武特別攻撃隊は12月18日に松山を出発、20日に台中到着（零戦27、彗星7）、21日フィリピンに到着している。
フィリピンの戦局が悪化する中、海軍は桜花投入時機について12月23日のレイテ湾を想定していた。しかし桜花の発射母体たる一式陸上攻撃機が、桜花を懸吊したまま内地からフィリピンへ飛行進出する事は不可能であった。そこでフィリピンに整備部隊が先行して駐在し受け入れ体制を整え、しかるのち海上輸送により桜花を進出させる事になる。雲龍は桜花30機を搭載、これをフィリピンへ海上輸送する事になった。
森野（雲龍航海士）によれば、「当初、空母天城で桜花や陸軍部隊を輸送予定だったが、天城艦長〈宮嵜俊男大佐〉が乗組員の訓練練度を理由に『天城を雲龍に替えられたし』と意見具申、これが認められた」という。12月10日のGF機密第101321番電では、「十五日頃内地発ノ雲龍、龍鳳、駆逐艦四隻ヲ以テ…櫻花等約三,〇〇〇立方米、台湾向ケ輸送ノ予定」となっている。12月13日、米軍はミンドロ島に上陸、ミンドロ島の戦いが始まる。
桜花以外にも、雲龍は大発動艇、各種車輌約60台、爆弾・陸戦兵器など軍需品合計約1,500トン、陸軍空挺隊800名を含め便乗者1,500名を積載。さらに滑空飛行第一戦隊の軍用グライダー「四式特殊輸送機（ク八）」も積み込んでいた。龍鳳主計長によれば、日本陸軍落下傘部隊(挺進連隊)約1000名をフィリピンに緊急輸送するため空母2隻（雲龍、龍鳳）に分乗させて出撃することになったが、一刻を争うため速力の出る雲龍に集中させたという。
一方、雲龍の輸送物件を水上特攻ボート「震洋」とする文献もある。震洋（第七震洋隊、50隻）については、空母隼鷹により、11月11日にマニラへ輸送されている（11月13日、アメリカ軍はマニラ空襲を実施）。

### 沈没
1944年（昭和19年）12月10日、雲龍は呉に入港して出撃準備を行った。桜花は下部格納庫前部に詰み込まれ、トラックや大発動艇等は飛行甲板に固縛された。
12月12日、近藤保平大佐（戦艦長門航海長）は雲龍艦長補佐として、臨時雲龍乗組を命じられる。
12月17日朝、雲龍は第二水雷戦隊・第21駆逐隊（時雨）、第52駆逐隊（駆逐隊司令岩上次一大佐）の松型駆逐艦2隻（檜、樅）に護衛されて呉を出港。
「緊急重要物資」(特攻兵器桜花)と陸軍空挺部隊（滑空第一聯隊）輸送のため、フィリピンのマニラへ向かう。
対潜哨戒を受けつつ、関門海峡を通過。東シナ海に出る。
同日、フィリピン方面で行動中のアメリカ軍機動部隊第38任務部隊はコブラ台風に翻弄されていた。
12月18日の時点で雲龍はアメリカ潜水艦と思われる電波を探知し、警戒を強めていた。
12月19日、艦隊は悪天候の中を航行し、小西大佐（雲龍艦長）や近藤保平大佐以下全員が潜水艦を警戒して艦橋に詰めていた。各艦は雲龍を中心として同艦左斜め前方1.5kmに時雨、左斜め後方に樅、右斜め前方1.5kmに檜という配置で航行していた。
第九〇一海軍航空隊や第九五一海軍航空隊の陸上機や飛行艇が雲龍部隊の対潜哨戒に従事した。
12月19日13時45分、九五一空の哨戒機は済州島南方海面で浮上潜水艦を発見、250kg爆弾を投下して直撃と撃沈確実を報告した。このアメリカ潜水艦はレッドフィッシュだった。レッドフィッシュは陸上飛行機から爆雷攻撃を受け、警戒が厳重な事から重要船団の接近を悟ったという。
午後4時以降、レッドフィッシュは雲龍を中心とする船団を発見し、8分後に距離5400mで艦首より魚雷4本を発射。16時35分、雲龍は魚雷発射音を探知した。
雲龍は右に舵をとり魚雷3本まで回避したが16時37分、雲龍の右舷中央部（艦橋下部）に魚雷1本が命中した。
命中した魚雷によって第一缶室、第二缶室に浸水した。
雲龍からは潜望鏡らしきものが観察され、高角砲と機銃で応戦したが電源が停止して射撃不能となる。機械室で火災が発生しつつ右旋回を続けたが、前部予備電源も停止し、後部予備電源で非常用ディーゼル消防ポンプを作動させた。火災は鎮火したが速度が次第に低下し、やがて停止した。雲龍が停止したのは魚雷が命中した地点より、さらにレッドフィッシュ寄りの場所であった。乗組員は輸送中のトラックを投棄して傾斜回復につとめた。
一方、レッドフィッシュは爆雷攻撃を行う檜に対して魚雷4本を発射したが命中せず、目標を雲龍に変更して艦尾発射管から魚雷1本を発射した。16時45分に2本目の魚雷が雲龍の右舷前部（艦橋のやや後方）に命中した。雲龍は1本目の魚雷で右に傾斜しており、2本目の魚雷の炸裂は沈下していた下部格納庫に及んだ。下部格納庫には輸送物資として搭載された「桜花」20機があり、それらが次々と誘爆する状態となった。爆発は12.7cm高角砲弾薬庫で起った可能性も指摘される。
雲龍は前のめりとなって艦首から沈みはじめ、小西艦長は総員退去を命じた。レッドフィッシュは16時56分に沈没寸前の雲龍の姿を潜望鏡から撮影。16時57分、海上に突出していた艦尾が水面下に消え、完全に沈没。レッドフィッシュからは雲龍が黒煙に包まれ沈没は確認できなかったが、黒煙が消えたときに艦影がないことを確認した。
アメリカ軍によれば、沈没地点は北緯29度59分 東経124度03分 / 北緯29.983度 東経124.050度。第52駆逐隊の報告では北緯28度19分 東経128度40分 / 北緯28.317度 東経128.667度。レッドフィッシュは護衛駆逐艦の爆雷攻撃を受けて損傷した。帰投したものの再び実戦配備についたのは1945年7月下旬の事であった。護衛駆逐艦3隻のうち、時雨は12月20日に舵故障を起こして第52駆逐隊（樅、檜）と分離、内地へ帰投した。
『軍艦雲龍戦闘詳報』の戦訓には、「空母は発着甲板を有する故　練習機一機なりとも搭載し対潜哨戒に任ぜしめば昼間攻撃を受くる事なきものと認む。各基地よりの哨戒機のみにては極めて不充分なり」という記載がある。また便乗した兵士などが、艦内を通行した際に防水扉の閉鎖をしないなど、安全管理上に問題があったことが報告されている。雲龍の沈没による戦死者は推定1241名（乗組員）に達し、乗組員生存者89名、便乗者生存者57名と記録されている。
陸軍兵の乗艦者の総計は不明だが、滑空歩兵第一聯隊主力のほとんどが戦死した（記録上842名。滑空飛行第一戦隊生存者3名、滑空歩兵第一連隊生存者9名の証言あり）。第一挺身通信隊は宇品港にて分隊135名が乗艦、雲龍の沈没により1名以外全員が行方不明となった。
総合すると、沈没時乗艦者（乗組員約1500名、便乗者約1500名）のうち救助者は150名に届かず、雲龍は日本空母中最大の犠牲者を出した。生存者は第52駆逐隊（檜、樅）に分乗し、高雄市（台湾）に上陸した。
なお、第52駆逐隊司令の戦闘概報では軍艦雲龍戦闘詳報と生存者数および沈没時刻が異なっている。

一、雲龍遭難状況
十九日一六三七、北緯二十八度一九分、東経一二八度四〇分において、被雷一、右舷艦橋下に命中。浸水。反転。一六四五第二撃一。右舷前部命中。一六五一火薬庫大爆発。一七〇〇全没。

二、敵潜攻撃
（略）

三、救助作業
樅は直に救助に従事。檜は敵潜水艦を攻撃後参加。漂流者案外少なからしも、荒天と夜闇に妨げられ、作業意の如くならず。〇二一〇打切れり、救助人員海軍少尉森野広以下一四二名（陸軍一二、軍属二を含む）

四、所見
雲龍が第一撃により反転後間もなく右舷至近距離に潜望鏡を発見銃撃せると、檜に対する襲撃状況より判断し、敵潜は一隻にして、第一撃発射後目標の大回避に乗じ、浅深度にて反対舷に出て、第二撃艦尾発射をなせしものの如し。

## 艦長
艤装員長
1. 小西要人 大佐：1944年4月15日[44] - 1944年8月6日[53]

艦長
1. 小西要人 大佐：1944年8月6日[53] - 12月19日戦死[128]（戦死後、少将進級）[129]